# Плоское (Кременецкий район)
Плоское (укр. Плоске) — село в Кременецкой городской общине Кременецкого района Тернопольской области Украины.
Код КОАТУУ — 6123485601. Население по переписи 2001 года составляло 503 человека.

## Географическое положение
Село Плоское находится на расстоянии в 1 км от села Подлесное и в 4-х км от города Кременец.
Через село проходят автомобильные дороги М-19 (E 85) и Р-32.

## История
- Известно с первой половины XVI века как село Большие Фельварки.
- В 1946 году переименовано в село Плоское[2].

## Объекты социальной сферы
- Школа I—II ст.
- Клуб.
- Фельдшерско-акушерский пункт.

## Достопримечательности
- Братская могила советских воинов.